# معهد إيران لعلوم وتكنولوجيا المعلومات
تأسس "المعهد الإيراني لعلوم وتكنولوجيا المعلومات" (IRANDAC) في الأول من أكتوبر عام 1968 تحت مسمى "مركز الوثائق الإيراني"، ويُعرف بهذا الاسم منذ عام 2009..

## عن المعهد
يُعد "المعهد الإيراني للبحوث في علوم المعلومات والتكنولوجيا" (IranDoc) معهدًا وطنيًا تابعًا لوزارة العلوم والبحوث والتكنولوجيا (MSRT) في إيران. تتلخص مهامه الرئيسية في خمسة جوانب: البحث العلمي، وإدارة المعلومات العلمية والتقنية، والتعليم والتدريب، والتعاون العلمي، ودعم عملية صنع السياسات العلمية والتكنولوجية. وبخبرة تتجاوز الخمسين عامًا، "إيران دوك" يضم أكثر من مئة خبير، وتسع مجموعات بحثية موزعة على ثلاثة أقسام، بالإضافة إلى ثلاثة مختبرات بحثية متخصصة. وقد قام بتطوير واحدة من أكبر قواعد البيانات العلمية والتقنية باللغة الفارسية في إيران، والتي تحتوي على ما يزيد عن مليون سجل. تستقطب هذه القاعدة، إلى جانب العديد من المواقع الأخرى التابعة لـ "إيران دوك"، آلاف المستخدمين يوميًا. واستنادًا إلى هذه الكفاءات الفريدة، "إيران دوك" يقدم للمجتمع باقة متنوعة من الخدمات القائمة على المعرفة في ثلاثة مجالات رئيسية: البحث والتكنولوجيا، والمعلومات وتكنولوجيا المعلومات، والاستشارات والإدارة.
وفقًا لتسلسلها الزمني وأول الأدلة المتاحة، تم تأسيس المعهد الإيراني للبحوث في علوم المعلومات والتكنولوجيا في البداية كمركز "التوثيق الإيراني" في 23 سبتمبر 1968. يُعرف هذا المعهد البحثي باسم "IranDoc".
إيران دوك مهمة والأنشطة الأساسية وفقًا لنظامه الأساسي وخطته الاستراتيجية، إيران دوك يركز على البحث، وإدارة المعلومات العلمية والتكنولوجية، والتعليم، والتعاون في خدمات البحث والمعلومات، ودعم صنع السياسات العلمية والتكنولوجية.
في هذا السياق، إيران دوك يركز على الأنشطة التالية:
★ إجراء الأبحاث في مجال علوم المعلومات، وإدارة المعرفة، وسياسات العلوم والتكنولوجيا.
★ تحليل وفهرسة المعلومات المنتجة في مجالات مختلفة من العلوم والتكنولوجيا.
★ تقديم مجموعة واسعة من البرامج التعليمية ودرجات التعليم لتمكين الباحثين والممارسين في هذا المجال من المعرفة والمهارات اللازمة.
★ إجراء مشاريع بحثية تعاونية وخدمات معلوماتية.
★ إنتاج حلول فعالة لدعم صنع السياسات العلمية والتكنولوجية.

## البحث
البحث باعتباره معهدًا بحثيًا، إيران دوك يستفيد من عدة أقسام بحثية، ومختبرات بحثية، وباحثين وأعضاء هيئة تدريس إيران دوك يدعمون لتحقيق مهمته.
لقد نجح إيران دوك أعضاء في إجراء مئات المشاريع البحثية التي تم نشر نتائجها في أشكال متنوعة بما في ذلك تقارير البحث، ومقالات المجلات، وأوراق المؤتمرات، والمحاضرات والندوات.
تُعتبر "المجلة الإيرانية لمعالجة المعلومات وإدارتها"، كأول مجلة علمية محكمة حائزة على جوائز وطنية في إيران في عام 2015، إحدى نتائج البحث لـ إيران دوك. تم نشر هذه المجلة منذ عام 1972. في أكتوبر 2010، تم فهرستها في Scopus وISC.
في مؤتمرها الوطني السنوي لمديري تكنولوجيا المعلومات، إيران دوك تجمع الخبراء لمناقشة أحدث الاتجاهات في مجال إدارة تكنولوجيا المعلومات في إيران. تُمنح الجائزة الوطنية لأفضل ابتكار في تكنولوجيا المعلومات، المعروفة بجائزة "فاب"، لأكثر الأشخاص أو المنظمات ابتكارًا في هذا الملتقى كل عام للاعتراف بالإبداع وتشجيعه في هذا المجال.
بفضل مخرجاتها البحثية الواسعة، إيران دوك تمكنت منذ عام 1971 من تلبية احتياجات البحث للعلماء والممارسين الإيرانيين.

## إدارة المعرفة
ويتم عرض إنجازات الدولة في مجال إدارة المعرفة والمعلومات العلمية والتقنية في أنظمة المعلومات وقواعد البيانات. تُعد قاعدة بيانات غانج، التي تحتوي على مئات الآلاف من السجلات، واحدة من أكثر قواعد البيانات العلمية والتقنية زيارةً في البلاد. ويعد توليد القيمة المضافة ودعم المعلومات، فضلاً عن تحليل المعلومات، جزءاً آخر من إدارة المعرفة، ومن الأمثلة على ذلك أنظمة الخلفية البحثية، وبوابة المعلومات العلمية الإيرانية، والمرادفات، ودليل البحث والباحثين، واستبيان بيرسا، ومقالة الإيرانيين في العالم.

## تعليم
التعليم وبرامج الدرجات العلمية على مدار أكثر من أربعة عقود، إيران دوك قدمت آلاف الساعات من التدريب في مئات الدورات القصيرة للباحثين والعلماء الإيرانيين في جميع أنحاء البلاد. تم تقديم هذه الدورات بصيغ تقليدية وافتراضية، وبسبب الطلب العالي، تم تكرار بعضها لأكثر من 200 مرة.
إيران دوك تقدم أيضًا برامج دكتوراه في مجال إدارة تكنولوجيا المعلومات وعلوم المكتبات والمعلومات. يقوم طلاب الدكتوراه إيران دوك في بإجراء أبحاثهم في مجموعة متنوعة من المواضيع التطبيقية والمبنية على الطلب.

## برامج التعاون والشراكة
برامج التعاون والشراكة إيران دوك تعتبر رائدة وواحدة من الهيئات المنسقة في تسهيل ودعم التعاون والشراكة في خدمات المعلومات في إيران. يعود أول جهد تعاوني رسمي لها إلى عام 1968، حيث بدأ ببرنامج الإعارة بين المكتبات الوطنية الذي مكن المكتبات من مشاركة مواردها.
منذ عام 1995، إيران دوك نفذت برنامجًا تعاونيًا مبتكرًا آخر، يعرف باسم "غدير" (عضوية المكتبات على مستوى البلاد)، الذي عزز الوصول المباشر للمستخدمين النهائيين إلى موارد المكتبات الأكاديمية في جميع أنحاء البلاد. بناءً على "غدير"، يمكن للجامعات التابعة لوزارة العلوم والبحوث والتكنولوجيا التي أصبحت عضوًا في "غدير" استخدام جميع الموارد والخدمات الخاصة بالجامعات الأخرى التي كانت أيضًا عضوًا في "غدير".
منذ عام 2008، إيران دوك كانت المكتب الخاص بالاتحاد التابع لوزارة العلوم والبحوث والتكنولوجيا لموارد البحث العلمي. يوفر هذا الاتحاد للجامعات والمعاهد البحثية التابعة للوزارة معلومات علمية مقدمة من ناشرين دوليين مثل Springer وElsevier وIEEE وEbsco وScienceDirect وغيرها.
إيران دوك تتمتع أيضًا بتعاون وثيق مع منظمات دولية مثل IFLA وTermNet لتعزيز أدائها.
يعتبر "بوابة عرض الطلب والعرض للبحث" حلاً آخر إيران دوك تقدمه يسهل التواصل والتعاون بين الباحثين الذين لديهم أفكار، والصناعات والمعاهد التي تهتم بالاستثمار في هذه الأفكار. تسهل هذه البوابة ببساطة التعاون بين الباحثين والمستثمرين في جميع أنحاء البلاد.

## صنع السياسات العلمية والتكنولوجية
دعم صنع السياسات العلمية والتكنولوجية منذ الأيام الأولى لتأسيسها، كانت السياسة الوطنية في مجال المعلومات العلمية في صميم أجندة البحث الخاصة بـ إيران دوك. تم إعداد أول اقتراح في هذا الصدد في عام 1976. يتطلب صنع السياسات في مجال العلوم والتكنولوجيا في إيران أنواعًا معينة من المعلومات. إيران دوك تقدم هذه المعلومات لأصحاب المصلحة من خلال نظام المعلومات البحثية الوطنية، المعروف باسم "سيمات".
إيران دوك تعتبر أيضًا مؤسسة مركز الرصد الأول للبحث والتكنولوجيا، الذي يتكون من عدة لوحات معلومات لصانعي السياسات في مجال المعلومات والعلوم والتكنولوجيا. يشمل ذلك:
✦ لوحة معلومات المشاريع البحثية؛
✦ لوحة معلومات الأطروحات والرسائل العلمية؛
✦ لوحة معلومات فحص التشابه.
بالإضافة إلى هذه اللوحات، إيران دوك طورت العديد من الخدمات والحلول التي تساعد صانعي السياسات العلمية والتكنولوجية الإيرانيين. يشمل ذلك:
✦ موقع موارد المعلومات حول مؤشرات العلوم والتكنولوجيا والابتكار؛
✦ موقع حالة إيران العالمية في العلوم والتكنولوجيا والابتكار؛
✦ "معرفة إيران": مساهمة الإيرانيين في المعرفة العالمية.
إيران دوك تعتبر الممثل الإيراني لشبكة المعلومات في منطقة آسيا والمحيط الهادئ (APIN) التي تديرها برنامج "المعلومات للجميع" التابع لليونسكو.

## الرئيس الحالي
في 4 سبتمبر 1401، أصدر وزير العلوم والبحث والتكنولوجيا، قرارًا بتعيين الدكتور محمد حسن زاده مديرًا للمعهد الإيراني لعلوم وتكنولوجيا المعلومات (إيران دوك).

## التعاون والتنسيق
1. ↑  «نسخه آرشیو شده». بایگانی‌شده از اصلی در ۶ اكتبر ۲۰۱۲. دریافت‌شده در ۱۱ نوامبر ۲۰۱۲. تاریخ وارد شده در |archive-date= را بررسی کنید (کمک)
2. ↑  Rasuli، Behrooz؛ Alipour-Hafezi، Mehdi؛ Solaimani، Sam (1 يناير 2018). "Analyzing National Electronic Theses and Dissertations programs from business model perspective: Cross-case analysis". Online Information Review. ج. 42 ع. 2: 250–267. DOI:10.1108/OIR-08-2016-0223. ISSN:1468-4527. مؤرشف من الأصل في 2025-05-10.
3. ↑  Enriching ETDs and their reach: proceedings of 26th International Symposium on Electric Theses and Dissertations. Gandhinagar: INFLIBNET Centre. 2023. ISBN:978-93-81232-12-5.
4. ↑  Khosrowjerdi، Mahmood؛ Alidousti، Sirous (1 يناير 2010). "Scientific information transfer: a conceptual model for scientific communication in IranDoc". The Electronic Library. ج. 28 ع. 6: 818–828. DOI:10.1108/02640471011093516. ISSN:0264-0473. مؤرشف من الأصل في 2024-07-28.

## موارد
- معهد إيران لعلوم وتكنولوجيا المعلومات

## الحاشية السفلية
- النظام الأساسي للمعهد الإيراني لعلوم وتكنولوجيا المعلومات .
- نادي الصحفيين الشباب
- كيفية تسجيل أطروحتك على IranDoc
- نظام التسجيل الوطني للمقترحات والرسائل العلمية/إيراندوك (إيراندوك)